# ブキャナン郡 (アイオワ州)
ブキャナン郡（英: Buchanan County）は、アメリカ合衆国アイオワ州の北東部に位置する郡である。2010年国勢調査での人口は20,958人であり、2000年の21,093人から0.6％減少した。郡庁所在地はインディペンデンス市（人口5,966人）であり、同郡で人口最大の都市でもある。ブキャナン郡は1837年に設立され、郡名は当時アメリカ合衆国上院議員を務めており、後に第15代アメリカ合衆国大統領になったジェームズ・ブキャナンに因んで名付けられた。

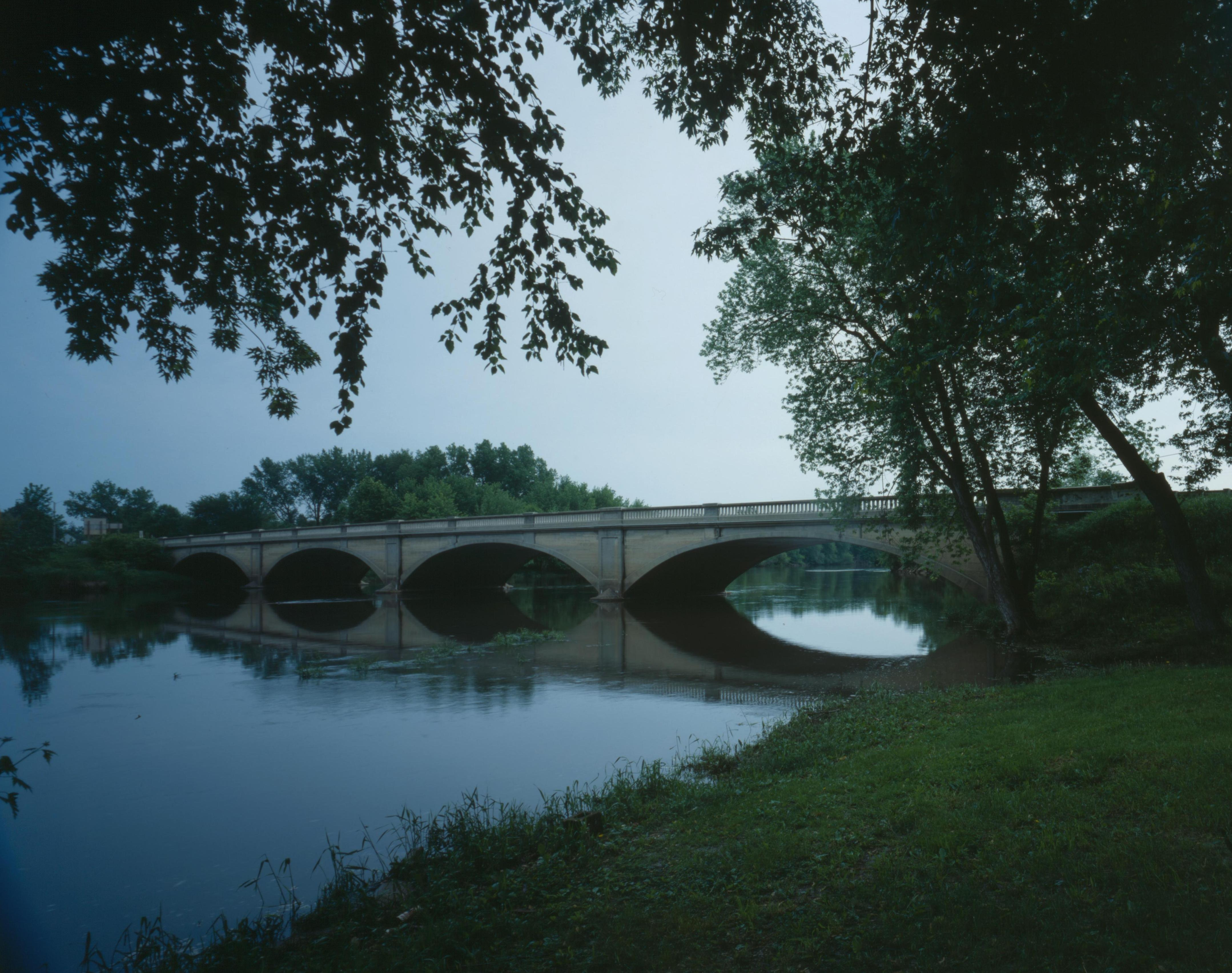
ワプシピニコン川橋

## 歴史
ブキャナン郡は1837年12月21日にダビューク郡から分離して設立され、郡名は当時ペンシルベニア州選出アメリカ合衆国上院議員を務めており、後に第15代アメリカ合衆国大統領になったジェームズ・ブキャナンに因んで名付けられた。

## 地理
アメリカ合衆国国勢調査局に拠れば、郡域全面積は573.35平方マイル (1,485.0 km2)であり、このうち陸地571.26平方マイル (1,479.6 km2)、水域は2.09平方マイル (5.4 km2)で水域率は0.36％である。

### 主要高規格道路
| - 州間高速道路380号線/アイオワ州道27号線 - アメリカ国道20号線 - アイオワ州道150号線 | - アイオワ州道187号線 - アイオワ州道281号線 |

### 隣接する郡
- クレイトン郡 - 北東
- ファイエット郡 - 北
- デラウェア郡 - 東
- リン郡 - 南東
- ベントン郡 - 南西
- ブラックホーク郡 - 西
- ブレマー郡 - 北西

## 人口動態

### 2010年国勢調査
以下は2010年国勢調査による人口統計データである。
基礎データ
- 人口: 20,958人
- 人口密度: 14人/km2（37人/mi2）
- 住居数: 8,968軒
- 使用住居: 8,161軒[5]

### 2000年国勢調査

2000人口ピラミッド

以下は2000年国勢調査による人口統計データである。
| 基礎データ - 人口: 21,093人 - 世帯数: 7,933 世帯 - 家族数: 5,672 家族 - 人口密度: 14人/km2（37人/mi2） - 住居数: 8,697軒 - 住居密度: 6軒/km2（15軒/mi2） 人種別人口構成 - 白人: 98.41% - アフリカン・アメリカン: 0.27% - ネイティブ・アメリカン: 0.21% - アジア人: 0.40% - その他の人種: 0.16% - 混血: 0.54% - ヒスパニック・ラテン系: 0.62% 年齢別人口構成 - 18歳未満: 28.6% - 18-24歳: 8.1% - 25-44歳: 26.3% - 45-64歳: 22.5% - 65歳以上: 14.5% - 年齢の中央値: 36歳 - 性比（女性100人あたり男性の人口） - 総人口: 98.7 - 18歳以上: 94.4 | 世帯と家族（対世帯数） - 18歳未満の子供がいる: 34.5% - 結婚・同居している夫婦: 60.7% - 未婚・離婚・死別女性が世帯主: 7.4% - 非家族世帯: 28.5% - 単身世帯: 24.7% - 65歳以上の老人1人暮らし: 12.5% - 平均構成人数 - 世帯: 2.61人 - 家族: 3.13人 収入と家計 - 収入の中央値 - 世帯: 38,036米ドル - 家族: 45,421米ドル - 性別 - 男性: 30,212米ドル - 女性: 22,356米ドル - 人口1人あたり収入: 18,405米ドル - 貧困線以下 - 対人口: 9.4% - 対家族数: 6.8% - 18歳未満: 12.9% - 65歳以上: 7.6% |

## 都市と町

### 都市
| - オーロラ - ブランドン - フェアバンク - ヘイゼルトン | - インディペンデンス - 郡庁所在地 - ジェサップ - ラモント - カスケトン | - ローリー - スタンリー - ウィンスロップ |

### その他の町
| - ブライアンツバーグ - ドリス - ゲイツビル | - リトルトン - モンティ | - オッタービル - シェイディグローブ |

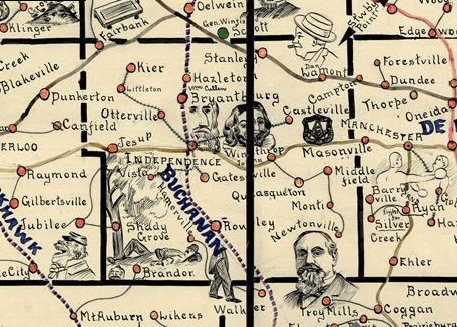
ガルブレイスによる1897年アイオワ州鉄道路線図、正確な地図というよりも絵地図に近い。例えばシェイディグローブの町は木の下に寝ている男に隣接して書かれている。メイソンビルはフリーメイソンのシンボルの側にある。幾つかの町の市はイラストを入れるために少し変えてある。この中でハマービルなど幾つかは現在存在しない。ゴーストタウンに近いものもある

一度は州の地図に載ったブキャナン郡内の歴史的な町の多くが現在は存在していない。ハマービルは州道150号線の交差点、ブランドンの東にあった。今日その場所には3軒の農家がある。ビスタはブランドンとインディペンデンスの間にあり、1950年代までは地図にも載っていた。現在この場所は舗装道路も無い。キーアはフェアバンクとリトルトンの間にあり、19世紀後半から20世紀初期の地図に載っていた。この地域には現在アーミッシュが入っている。ウィンスロップの南東にミドルフィールドという町が幾つか存在したが、現在は誰も住んでいない。ニュートンビルはモンティの南数マイルにあった。キャッスルビルにあった家屋は後にオーロラに移転された。ワイズはインディペンデンスとジェサップの間、州道99号線の北にあり、1920年代から1950年代は鉄道停車駅があった。この場所にはほとんど何も残っていない。キーンは1911年にカスケトンとモンティの間に設立されたが、1955年には誰も居なくなった。これらの場所には、家屋が数戸残っているか、あるいは何も無い。

### 郡区
ブキャナン郡は16の郡区に分割されている。
| - バッファロー - バイロン - コノ - フェアバンク - フレモント - ヘイゼルトン | - ホーマー - ジェファーソン - リバティ - マディソン - ミドルフィールド - ニュートン | - ペリー - サムナー - ワシントン - ウェストバーグ |